# Histoire de la pizza
Pour les articles homonymes, voir Pizza (homonymie) et Pizza.
L'histoire de la pizza commence dans l'Antiquité romaine, avec la pizza blanche, lorsque diverses cultures anciennes produisaient des pains plats garnis des divers ingrédients.

## Présentation

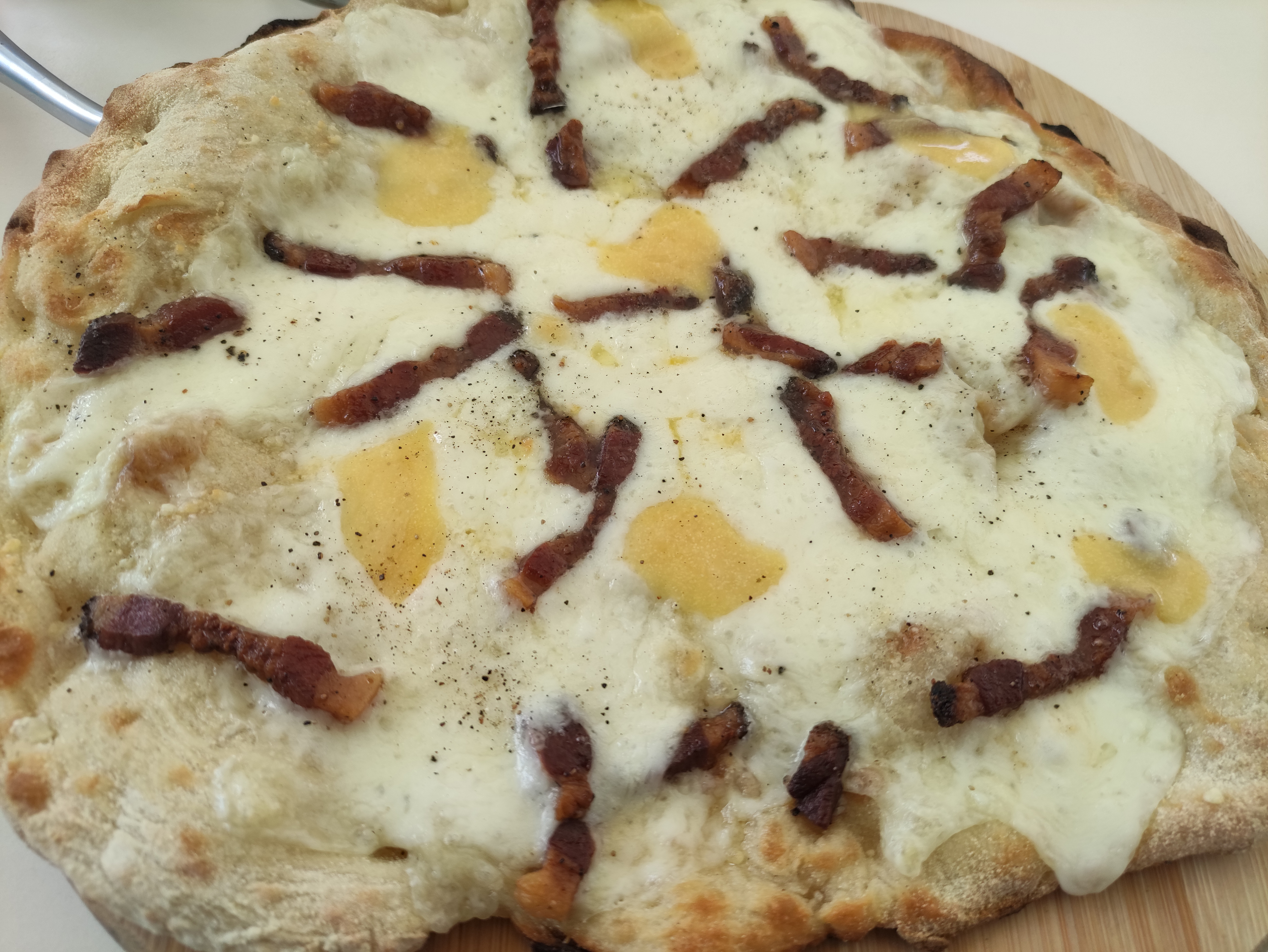
Pizza blanche (pizza bianca) au fromage, antérieure aux pizzas napolitaines à la tomate.

Un précurseur de la pizza était probablement la focaccia (variante de la fougasse) un pain plat connu des Romains sous le nom de panis focacius, auquel on ajoutait ensuite des garnitures. Des archéologues ont découvert une fresque à Pompéi, près de Naples, en 2023, semblant représenter un plat rond semblable à une pizza blanche parmi d'autres aliments sur un plateau d'argent, datant ainsi d'au moins 79 apr. J.-C.. La pizza moderne a évolué à partir de plats de pains plats similaires à Naples, en Italie, au XVIIIe ou au début du xixe siècle.
Le mot pizza a été documenté pour la première fois en 997 à Gaète (entre Rome et Naples), puis successivement dans différentes parties de l'Italie centrale et méridionale. La pizza était principalement consommée en Italie et par les émigrés de ce pays. La situation a changé après la Seconde Guerre mondiale, lorsque les troupes alliées stationnées en Italie ont commencé à apprécier et adopter la pizza et d'autres plats de la cuisine italienne.

## Origine

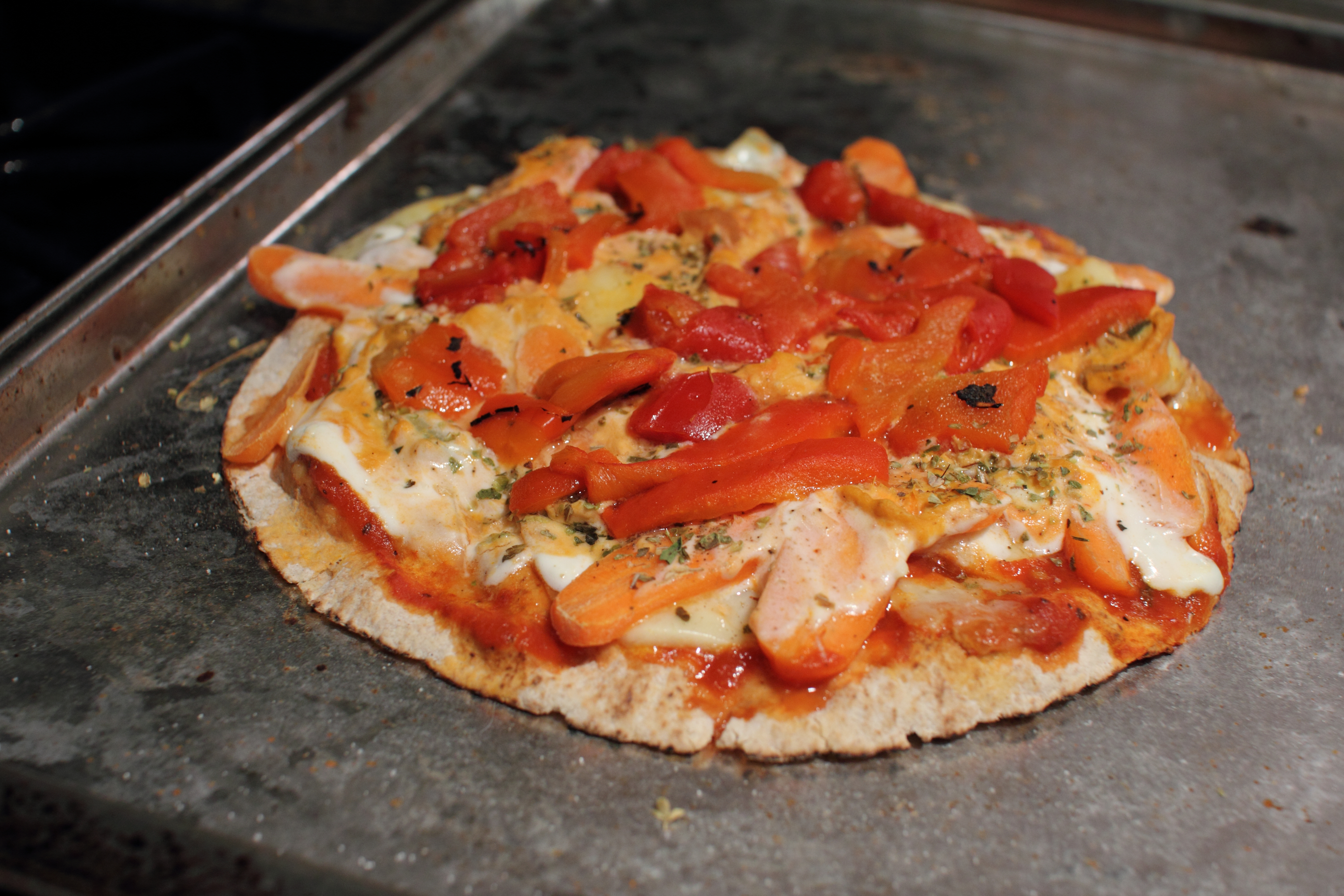
Pain pita-pizza

En Sardaigne, des archéologues français et italiens ont découvert du pain cuit il y a plus de 7 000 ans. Selon l'archéologue Philippe Marinval, les insulaires locaux faisaient lever ce pain. Les aliments similaires à la pizza sont fabriqués depuis l'Antiquité. On trouve des traces de personnes ajoutant d'autres ingrédients au pain pour le rendre plus savoureux tout au long de l'histoire ancienne.
- Au VIe siècle av. J.-C., les soldats perses servant sous les ordres de Darius le Grand faisaient cuire des pains plats avec du fromage et des dattes sur leurs boucliers de combat[6],[7].
- Dans la Grèce antique, les citoyens fabriquaient un pain plat appelé plakous (πλακοῦς, gén. πλακοῦντος - plakountos)[8] qui était aromatisé avec des garnitures comme des herbes, de l'oignon, du fromage et de l'ail[9].
- Une première référence à un aliment ressemblant à une pizza apparaît dans l'Énéide (vers 19 avant J.-C.), lorsque Celaeno, la reine harpie, prédit que les Troyens ne trouveraient pas la paix tant qu'ils ne seraient pas forcés par la faim à manger leurs tables (livre III). Dans le livre VII, Énée et ses hommes se voient servir un repas composé de gâteaux ronds (comme du pain pita) garnis de légumes cuits. Lorsqu'ils mangent le pain, ils se rendent compte qu'il s'agit des « tables » prophétisées par Célénon[10].

Certains commentateurs ont suggéré que les origines de la pizza moderne remontent aux pizzarelle, qui étaient des biscuits casher pour la Pâque que les Juifs romains mangeaient à leur retour de la synagogue lors de cette fête, bien que certains fassent également remonter ses origines à d'autres pains pascals italiens. Abba Eban écrit que « certains spécialistes pensent que la pizza a été fabriquée pour la première fois il y a plus de 2 000 ans, lorsque des soldats romains ont ajouté du fromage et de l'huile d'olive à la matzah ».

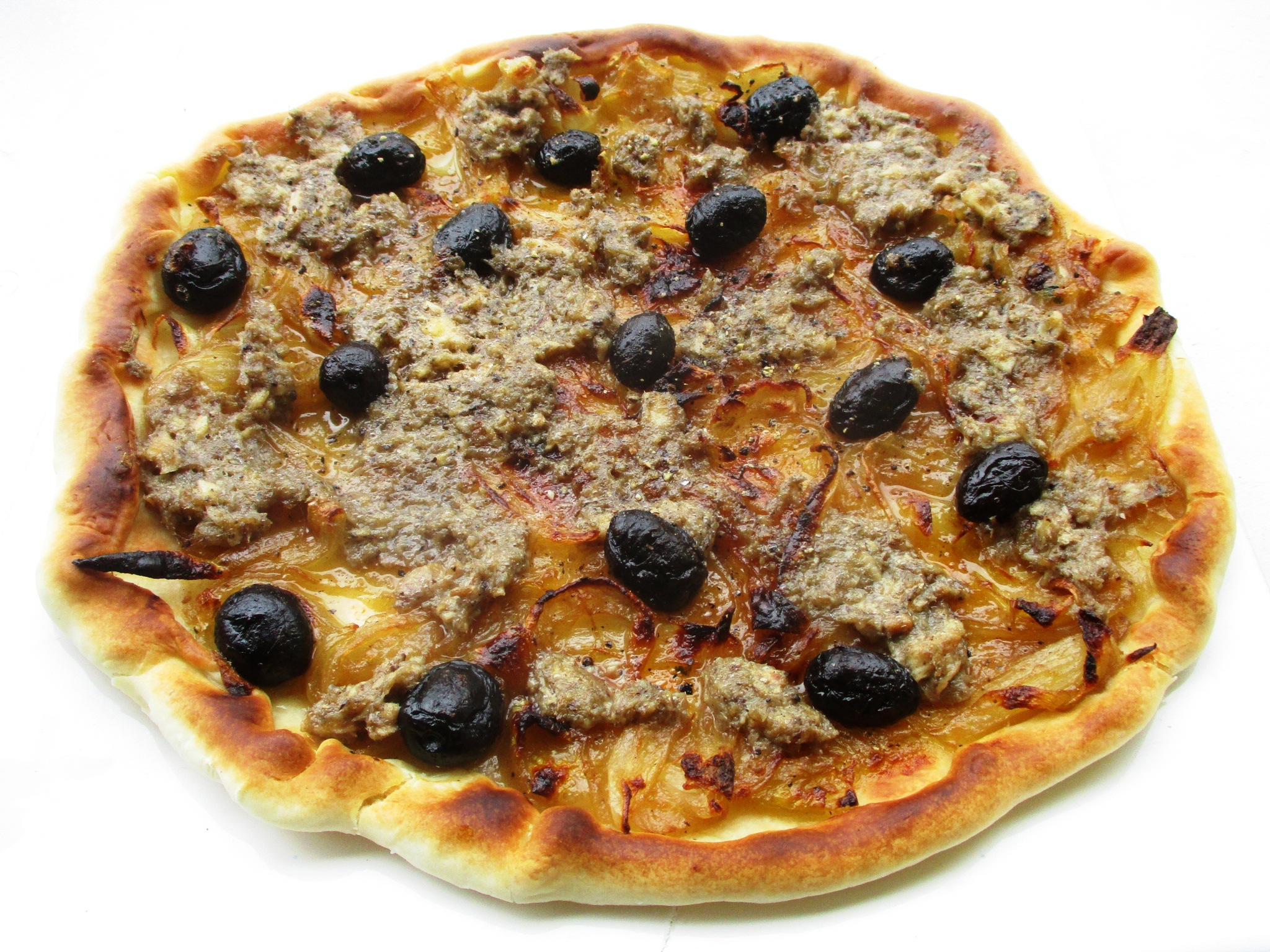
Pissaladière de Ligurie et de Provence.

D'autres exemples de pains plats qui survivent à ce jour dans l'ancien monde méditerranéen sont la focaccia (qui peut remonter jusqu'aux anciens Étrusques), les pissaladière et fougasse dans le sud de la France et en Ligurie, le manakish au Levant, le coca catalane (qui a des variétés sucrées et salées), de Valence (Espagne) et des îles Baléares, la pita grecque, la lepinja dans les Balkans ou la piadina dans la partie romagnole de l'Émilie-Romagne en Italie.
Parmi les aliments similaires aux pains plats dans d'autres parties du monde, citons le bing chinois (aliment chinois à base de farine de blé ayant la forme d'un disque aplati), le paratha indien (dans lequel de la graisse est incorporée), le naan (au levain) et le roti (sans levain) d'Asie centrale et du Sud, le carasau, la spianata, le guttiau et le pistoccu sardes, et le rieska finlandais. Il convient également de noter que dans toute l'Europe, il existe de nombreuses tartes similaires basées sur l'idée de recouvrir une pâte plate de fromage, de viande, de légumes et d'assaisonnement, comme le flammkuchen alsacien, le zwiebelkuchen allemand et la quiche française.
À Naples, au xvie siècle, une galette de pain plat était appelée pizza. Elle était connue comme un plat pour les pauvres, en particulier comme nourriture de rue, et n'a été considérée comme une recette de cuisine que beaucoup plus tard. Ce n'est que lorsque les Espagnols ont apporté la tomate des Amériques et développé la variante moderne que les pizzas dans leur conception moderne ont été inventées. On dit que la tomate est arrivée dans le royaume de Naples et de Sicile, qui faisait alors partie de l'empire espagnol, par l'intermédiaire de Pedro Álvarez de Toledo au xvie siècle ou du vice-roi Manuel de Amat, qui aurait fait don de quelques graines aux Napolitains en 1770 au nom de la vice-royauté du Pérou. En 1843, Alexandre Dumas décrit la diversité des garnitures de pizza.

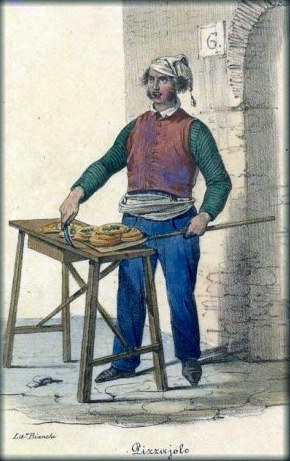
Une illustration de 1830 d'un pizzaiolo à Naples

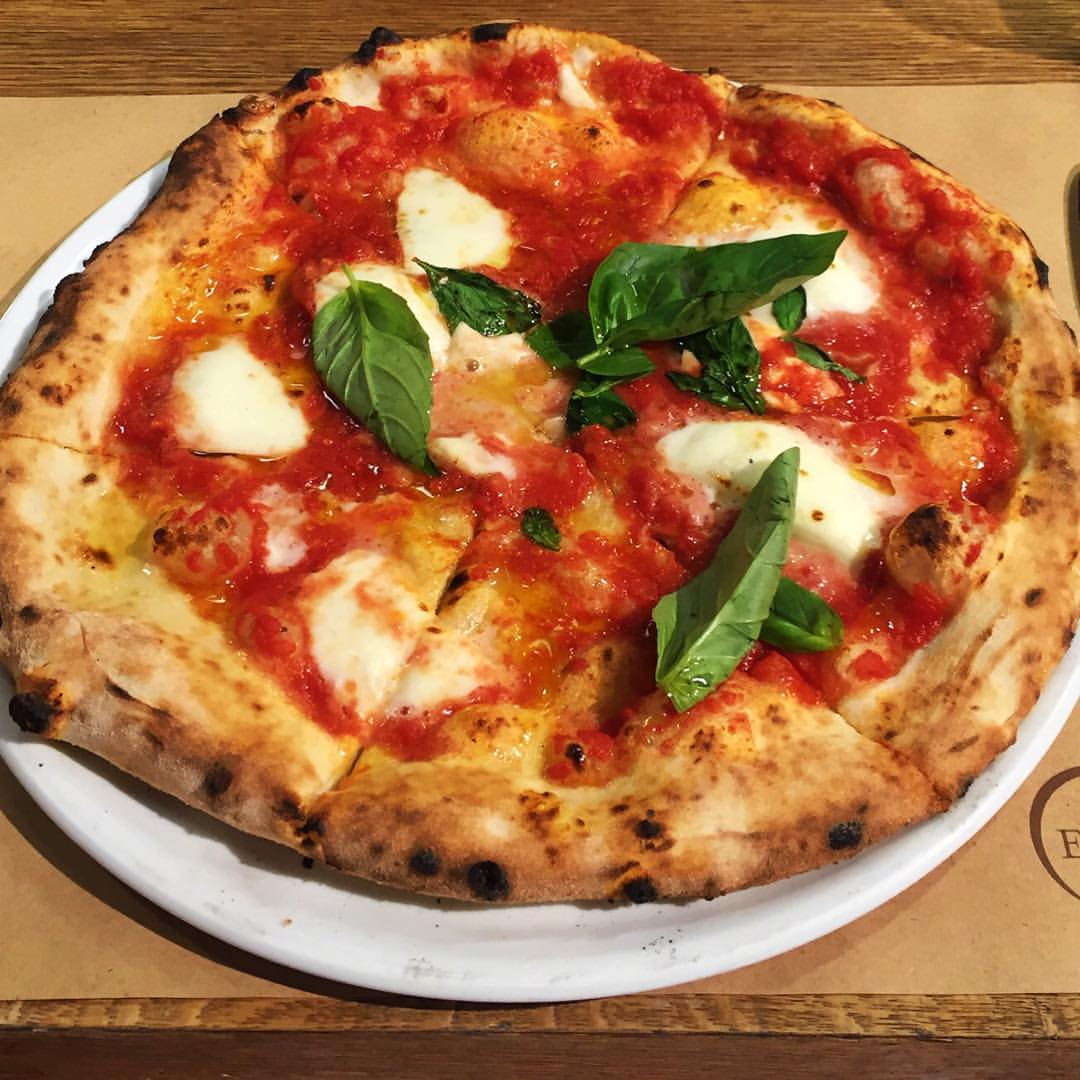
Pizza Margherita, pizza napolitaine aux couleurs nationales de l'Italie, avec tomates, mozzarella, et basilic.

Les pizzas napolitaines sont considérées comme les plus anciennes recettes historiques de pizzas à la tomate connues de l'histoire de la pizza et de la cuisine italienne, créées à partir de pizza blanche et de tomates (et sauce tomate) issues de la découverte du Nouveau Monde au XVIe siècle. L'histoire raconte qu'en l'honneur d'une visite de la reine consort d'Italie, Marguerite de Savoie, à Naples, le 11 juin 1889, le pizzaïolo napolitain Raffaele Esposito lui ait cuisiné trois spécialités de pizzas napolitaines locales, une pizza blanche, une pizza marinara (créée en 1734), et une pizza Margherita (connue en 1796-1810) garnie de tomates, de mozzarella et de basilic, aux couleurs nationales de l'Italie,,,. À la suite de la préférence de la reine Margherita, la pizza Margherita est devenue depuis une des spécialités des cuisine napolitaine et cuisine italienne et un des symboles de l'unification italienne et de l'Italie.
La pizza a évolué pour devenir une variété de pain et de tomates souvent servis avec du fromage. Cependant, jusqu'à la fin du xixe ou au début du xxe siècle, le plat était sucré et non salé, et les premières versions salées ressemblaient aux pains plats connus aujourd'hui sous le nom de scaccia. Le livre de cuisine classique de Pellegrino Artusi du début du xxe siècle, La scienza in cucina e l'arte di mangiar bene, propose trois recettes de pizza, toutes sucrées Après les réactions de certains lecteurs, Artusi a ajouté une feuille dactylographiée dans l'édition de 1911 (découverte par l'historien de l'alimentation Alberto Capatti), reliée avec le volume, avec la recette de la « pizza alla napoletana » : mozzarella, tomates, anchois et champignons. Cependant, en 1927, la première édition de Il talismano della felicità d'Ada Boni (un célèbre livre de cuisine italien) comprend une recette utilisant des tomates et de la mozzarella.

## Innovation
Une des innovations des pizzas napolitaines (pizza marinara et pizza Margherita) est l'utilisation de la tomate comme garniture de pizzas blanches plus anciennes. Pendant un certain temps après que la tomate a été introduite en Europe depuis les Amériques au XVIe siècle, de nombreux Européens ont cru qu'elle était toxique, comme certains autres fruits de la famille des Solanacées (morelle noire). Cependant, à la fin du 18e siècle, il était courant pour les pauvres de la région de Naples d'ajouter de la tomate à leur pizza blanche et pain plat à base de levure.

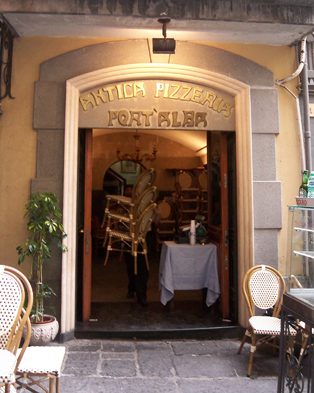
Antica Pizzeria Port'Alba de 1738 à Naples en Italie, présumée à ce jour comme la plus ancienne pizzeria connue du monde.

Selon les documents découverts par l'historien Antonio Mattozzi dans les archives de l'État de Naples, en 1807, il existait 54 pizzerias, dont les propriétaires et les adresses étaient indiqués. Dans la seconde moitié du XIXe siècle, le nombre de pizzerias est passé à 120.
À Naples, deux autres figures liées au commerce existaient : le marchand ambulant de pizzas (pizzaiuolo ambulante), qui vendait des pizzas mais ne les fabriquait pas, et le vendeur de pizzas « a oggi a otto », qui fabriquait des pizzas et les vendait en échange d'un paiement pour sept jours.
La pizza marinara est garnie de sauce marinara, à base de tomates, origan, ail et huile d'olive extra vierge. Elle est appelée « marinara » (à ne pas confondre avec marinière ou pizza aux fruits de mer) parce que c'était traditionnellement la nourriture préparée par « la marinara », la femme du marin-pecheur napolitain, pour son mari lorsqu'il revenait de ses sorties de pêche dans la baie de Naples.
La pizza Margherita est garnie d'un fond de sauce tomate, de mozzarella et de basilic frais. Sa célébrité emblématique est largement attribuée au boulanger-pizzaiolo Raffaele Esposito, qui travaillait au restaurant « Pietro... e basta così » (Pietro... et c'est assez), établi en 1880 et toujours en activité sous le nom de « Pizzeria Brandi »,.

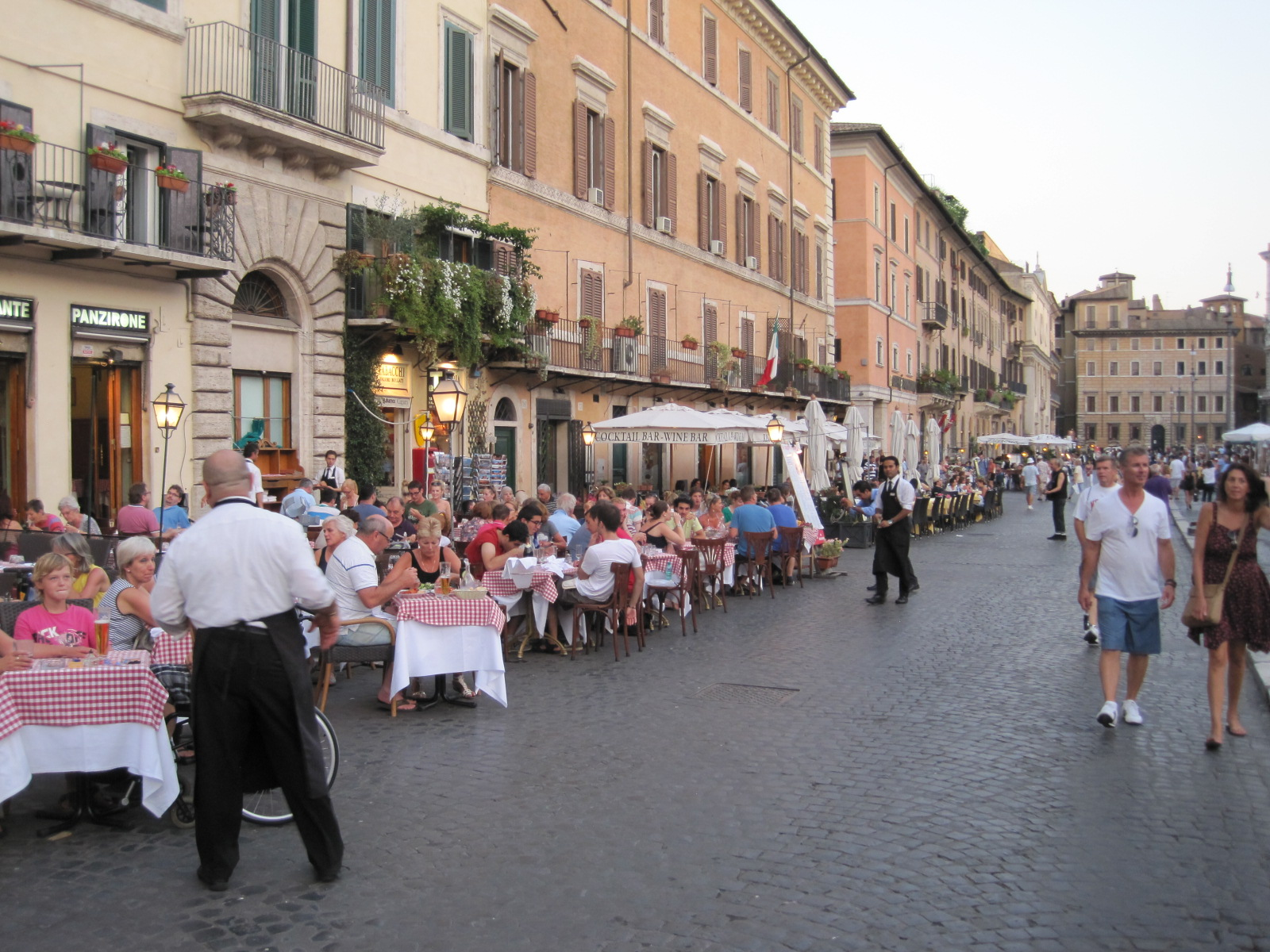
Quelques pizzerias italiennes de la piazza Navona de Rome.

L'« Associazione Verace Pizza Napoletana » (Association Véritable Pizza Napolitaine), fondée en 1984, a fixé les règles très précises à suivre pour d'authentiques pizzas napolitaines (labélisées spécialité traditionnelle garantie (STG) de l'Union européenne, depuis le 14 février 2008). Ces règles prévoient notamment que la pizza doit être cuite dans un four à bois en forme de dôme, que la base doit être pétrie à la main et ne doit pas être roulée avec une épingle ou préparée par un quelconque moyen mécanique (les pizzaioli - les pizzaïolos - font la pizza en la roulant avec leurs doigts) et que la pizza ne doit pas dépasser 35 centimètres de diamètre ni avoir plus d'un tiers de centimètre d'épaisseur au centre. L'association sélectionne également des pizzerias dans le monde entier pour produire et diffuser la philosophie et la méthode de la verace pizza napoletana.

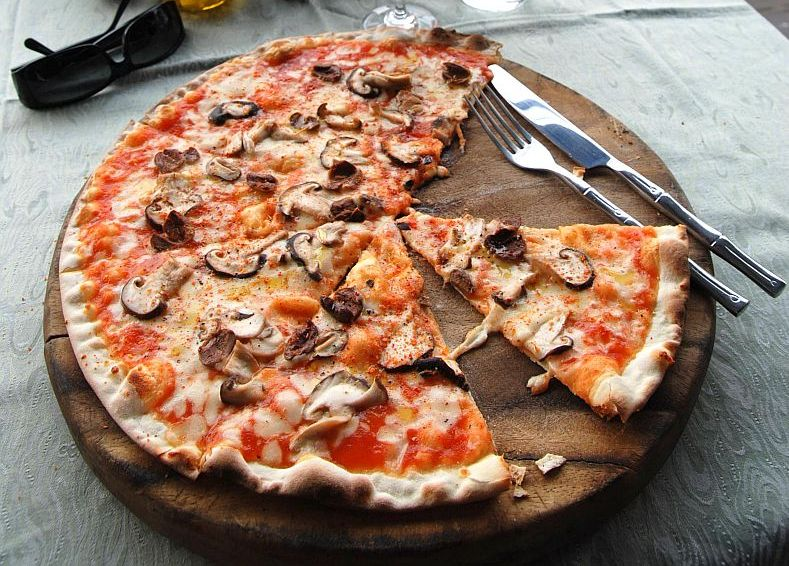
Pizza romaine, plus fine et croustillante (pizza bassa e scrocchiarella)

Les bases des pizzas à Naples sont souples et flexibles, déclinées avec le temps en divers variantes traditionnelles telles que pizza quatre fromages, pizza reine, pizza capricciosa, pizza quatre saisons, pizza diavola, pizza aux fruits de mer... La pizza romaine (pizza bassa, ou pizza romana) de Rome est une variante plus fine et croustillante (pizza bassa e scrocchiarella), variante des pizzas napolitaines (pizza alta, pizza haute, plus moelleuse et épaisse). La pizza à la coupe (pizza al taglio) est une autre forme populaire de pizza romaine en Italie, pizza cuite sur des plateaux rectangulaires avec une grande variété de garnitures et vendue au poids en restauration rapide, cuisine de rue ou vente à emporter.

## Quelques dates
La « pizza napolitaine » est protégée par le label spécialité traditionnelle garantie (STG) de l'Union européenne, depuis le 14 février 2008.
En 2012, la plus grande pizza du monde a été fabriquée à Rome et sa superficie a été mesurée à 1261,65 mètres carrés.
En 2016, l'entreprise de robotique BeeHex, largement couverte par les médias, construisait des robots qui imprimaient des pizzas en 3D.
« L'arte tradizionale dei Pizzaiuoli napoletani » (l'art traditionnel des pizzaiuoli napolitains) est inscrit sur la liste du patrimoine culturel immatériel de l'UNESCO depuis décembre 2017.
La « pizza bianca romana alla pala del fornaio » (pizza blanche romaine à la pelle du boulanger) est reconnue produits agroalimentaires traditionnels du Latium depuis 2019 par le gouvernement italien.

## Pizza au Canada

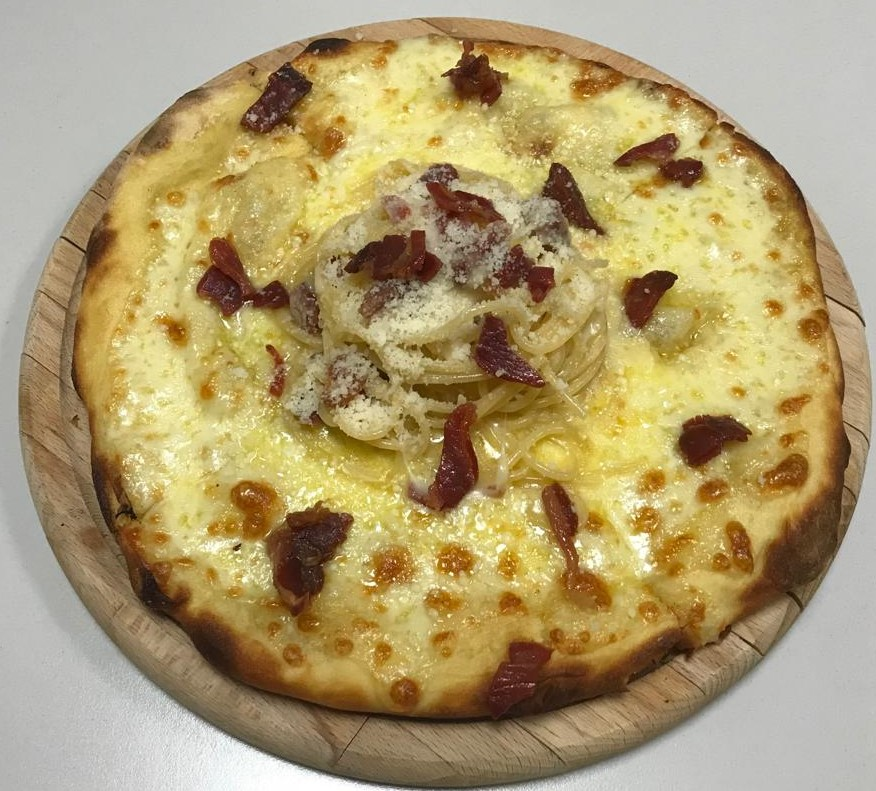
Pizza-ghetti, un repas combiné populaire au Québec.

La première pizzeria du Canada a ouvert ses portes en 1948, la Pizzeria Napoletana à Montréal. Les premiers fours à pizza ont commencé à entrer dans le pays à la fin des années 1950, Elle a gagné en popularité dans les années 1960, avec l'ouverture de nombreuses pizzerias et restaurants dans tout le pays. La pizza était surtout servie dans les restaurants et les petites pizzerias. La plupart des pizzerias au Canada servent également des plats italiens populaires en plus de la pizza, comme des pâtes, des salades, des soupes et des sandwichs. Les chaînes de restauration rapide de pizzas offrent également d'autres options d'accompagnement aux clients, en plus de commander une pizza, notamment des ailes de poulet, des frites et de la poutine, de la salade et des calzones. Les Pizza Pops sont un snack canadien de type calzone introduit dans les années 1960.
Au Québec, la pizza-ghetti est un repas combiné que l'on trouve couramment dans les fast-foods ou les restaurants familiaux. Il consiste en une pizza, coupée en deux, accompagnée d'une petite portion de spaghetti avec une sauce à base de tomates. Bien que la pizza et les spaghettis soient considérés comme des aliments de base de la cuisine italienne, les combiner en un seul plat est totalement inconnu en Italie. Une variante populaire consiste à utiliser les spaghettis comme garniture de pizza sous la mozzarella de la pizza.
En 1962, la pizza hawaïenne, une pizza garnie d'ananas et de jambon, a été inventée au Canada par le restaurateur Sam Panopoulos au Satellite Restaurant de Chatham, en Ontario.

## Pizza des États-Unis

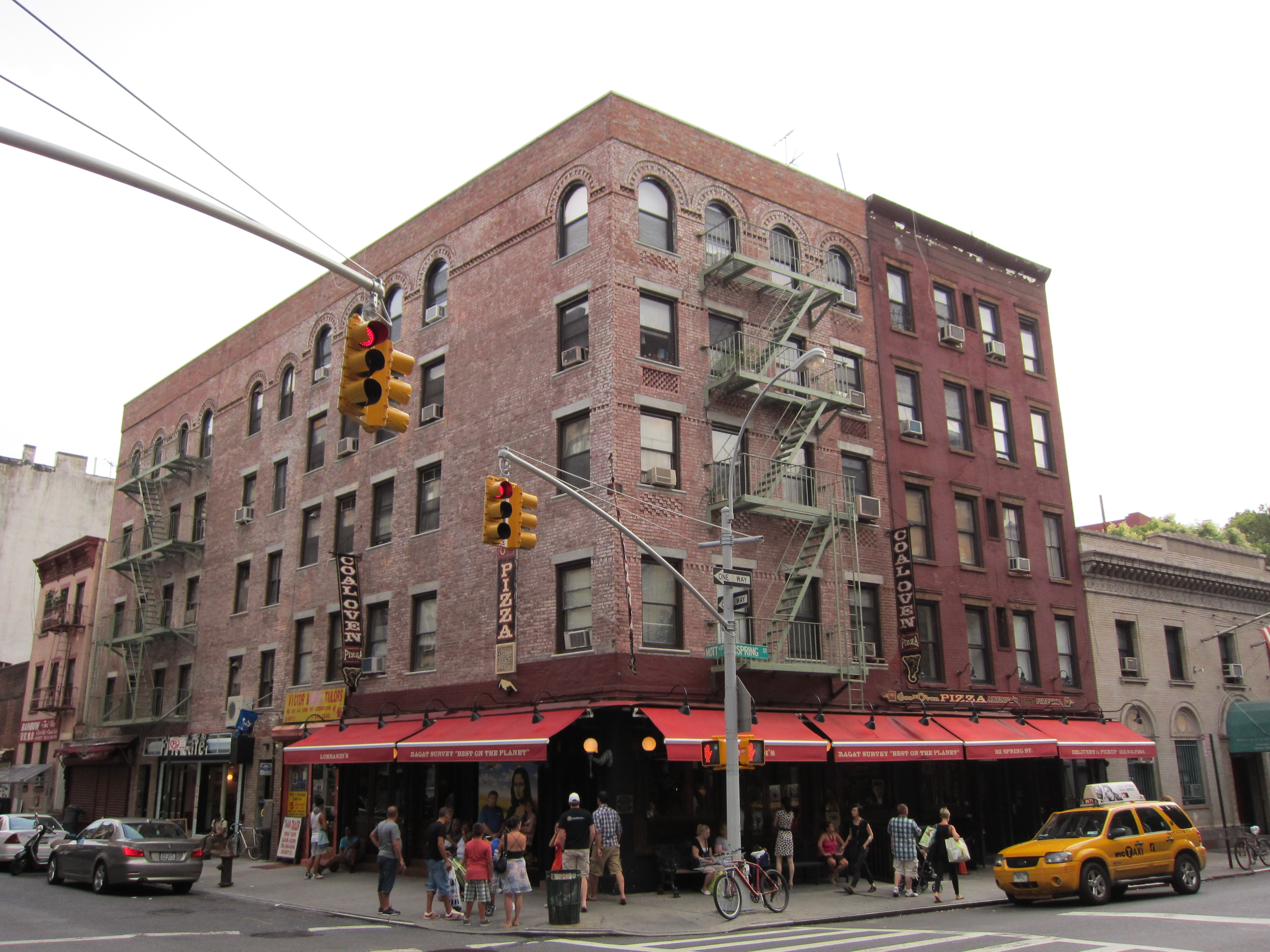
Lombardi's Pizza de 1905, du quartier Little Italy de Manhattan à New York, reconnue plus ancienne pizzeria encore existante des États-Unis.

La pizza a fait son apparition aux États-Unis avec l'arrivée d'immigrants italiens à la fin du XIXe siècle. Selon une réponse publiée en 2009 dans une chronique sur Serious Eats, la première référence imprimée à la « pizza » servie aux États-Unis est un article paru en 1904 dans The Boston Journal. Giovanni et Gennaro Bruno sont arrivés en Amérique de Naples, en Italie, en 1903 et ont introduit la pizza napolitaine à Boston. Plus tard, Vincent Bruno (le fils de Giovanni) a ouvert la première pizzeria à Chicago.
Des récits contradictoires font état de l'ouverture en 1905 de la Lombardi's Pizza, lorsque Gennaro Lombardi a demandé une licence à New York pour fabriquer et vendre des pizzas. L'une des premières entreprises américaines à vendre des pizzas, Lombardi's, a ouvert en 1897 sous la forme d'une épicerie au 53½ Spring Street, avec des tartes aux tomates emballées dans du papier et attachées avec une ficelle vendues à l'heure du déjeuner aux ouvriers des usines du quartier. En 1905, le fondateur présumé, Gennaro Lombardi, a obtenu une licence d'exploitation d'un restaurant pizzeria et a rapidement eu une clientèle comprenant le ténor italien Enrico Caruso. Il a ensuite transmis l'entreprise à son fils, George Lombardi.
Avant les années 1940, la consommation de pizza se limitait principalement aux immigrants italiens et à leurs descendants. Après la Seconde Guerre mondiale, les vétérans revenant de la campagne d'Italie, qui ont été initiés à la cuisine du pays, se sont révélés être un marché prêt à consommer la pizza en particulier, vanté par « des vétérans allant du simple soldat à Dwight D. Eisenhower ». 
Deux entrepreneurs, Ike Sewell et Riccardo, ont inventé la pizza de chicago en 1943. Ils ont ouvert leur propre restaurant à l'angle de Wabash et Ohio, la Pizzeria Uno.
Dans les années 1960, il était suffisamment populaire pour être présenté dans un épisode de Popeye the Sailor. La consommation de pizzas a explosé aux États-Unis avec l'introduction de chaînes de pizzas nationales et internationales telles que Domino's, Pizza Hut et Papa John's.